# Фолксрюс
Фолксрюс (африк. Volksrust) — административный центр местного муниципалитета Пикслей Ка Семе в районе Херт-Сибанде провинции Мпумаланга (ЮАР).
Во время первой англо-бурской войны неподалёку от этих мест произошла Битва за Маджуба-Хилл. Одним из пострадавших в битве был Дирк Уйс. Его дочь Доротея де Ягер назвала город, возникший здесь, «Фолксрюс» («Место отдыха»), так как именно здесь отдыхали бурские бойцы. Во время второй англо-бурской войны англичане устроили в этих местах концентрационный лагерь для бурских женщин и детей.